# Chuquiraga weberbaueri
Chuquiraga weberbaueri là một loài thực vật có hoa trong họ Cúc. Loài này được Tovar mô tả khoa học đầu tiên năm 1952.